# ثوم فراشي
الثوم الفراشي (باللاتينية: Allium papillare) نوع نباتي عشبي يتبع جنس الثوم من الفصيلة الثومية.

## الموئل والانتشار
ينتشر في بلاد الشام.